# Minh Hương

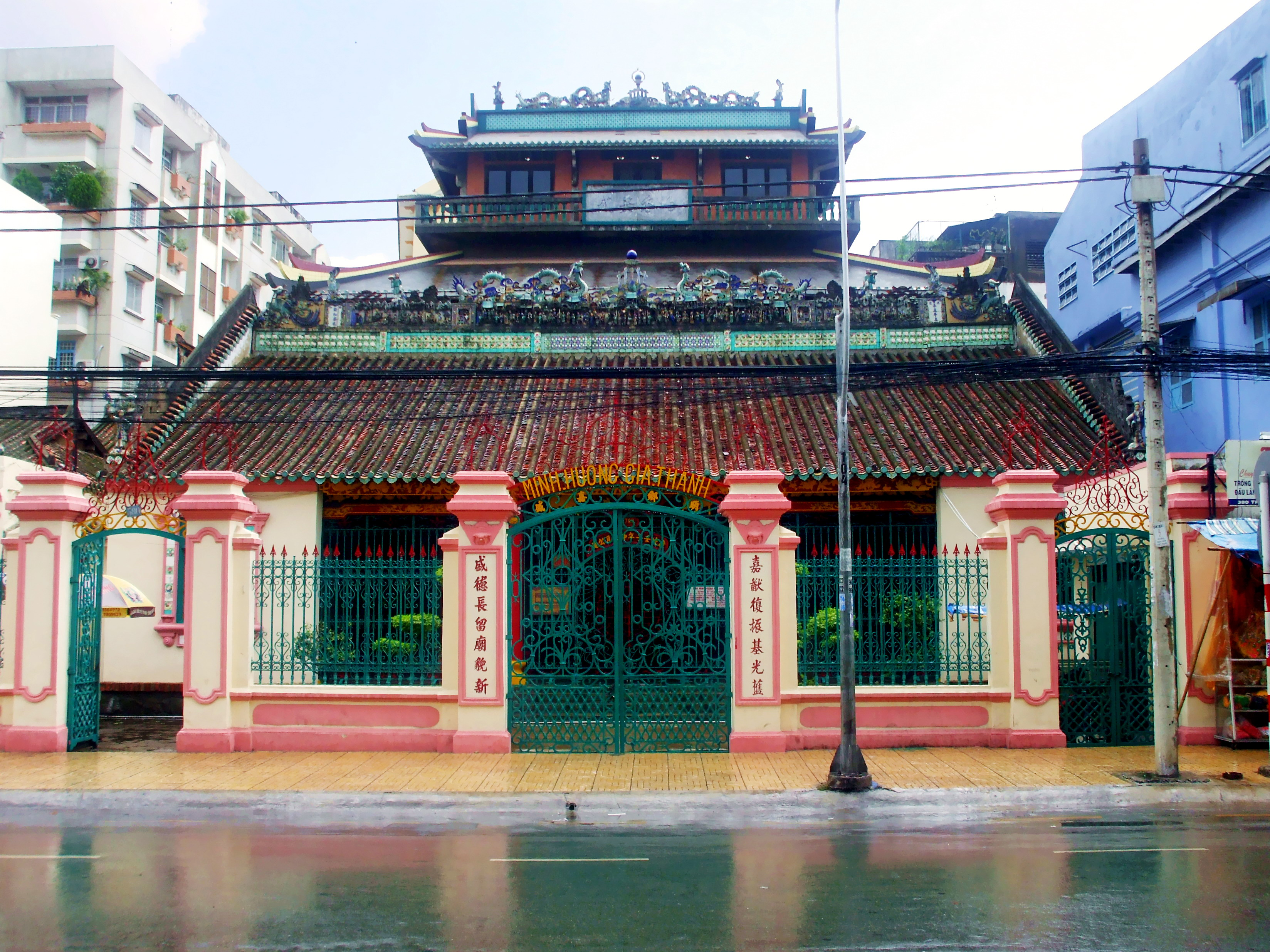
Đình Minh Hương Gia Thạnh, quận 5, Thành phố Hồ Chí Minh

Người Minh Hương (chữ Hán: 明香; 明鄉) là một bộ phận người Hoa ở vùng Nam Bộ, Việt Nam. 
Tên Minh Hương có nguồn gốc từ tên triều đại mà những người này đã sinh sống: nhà Minh. 
Đến khi nhà Thanh thay thế nhà Minh ở Trung Quốc, xáo trộn chính trị khiến họ phải lưu vong sang đàng Trong.

## Tên gọi
Ban đầu chữ "hương" dùng chữ 香 có nghĩa là "hương hỏa" (香火), đến năm 1827 đổi sang chữ 鄉 nghĩa là "làng". Như vậy Minh Hương có thể hiểu là "làng của người Minh" và cũng có thể hiểu là "làng sáng sủa", sau được dùng để gọi cộng đồng người Hoa.
Trải qua nhiều đời người Minh Hương đã hòa huyết với người Việt, ngày nay con cháu của người Minh Hương là phần lớn đã là người Việt và chỉ nói tiếng Việt, tuy vẫn có một số ít vẫn còn giữ được phong tục của người Hoa, khác nhiều với bộ phận người Hoa qua Việt Nam từ cuối thời Thanh, đầu thời Dân quốc.

## Lịch sử
Cùng với người Việt, người Minh Hương là một bộ phận người Hoa có công rất lớn trong công cuộc khai phá vùng đất phía nam. Trong đó có tướng Mạc Cửu.
Năm Kỷ Mùi (1679), vì không muốn quy phục nhà Thanh, bốn vị tướng nhà Minh đã đem hơn 3.000 người cùng 50 chiếc thuyền từ Quảng Đông (Trung Quốc) vào hai cửa biển của Việt Nam xin qui phụ. Nghe theo lời bàn của triều thần, chúa Nguyễn Phúc Tần đã cho họ vào khai khẩn những vùng đất ở phía Nam. Từ đó, nhóm người Hoa này đã vỡ đất phá hoang, cày ruộng, dựng nhà và phố chợ, buôn bán với thương nhân đến từ nhiều nước khác... và dần dần hình thành nên một trong những khu phố Hoa kiều lớn nhất trên thế giới.
Đội quân tình nguyện đi lưu đày đã đổ bộ ở Đà Nẵng vào năm 1679. Thực ra, thì số 3.000 người của nhóm này thuộc về hai đoàn quân khác nhau của tỉnh Quảng Đông. Họ ra đi cùng một lúc, mang theo khí giới và hành lý trên hơn 50 chiếc tàu. Hình như không có sự hợp nhất của hai đoàn, mà mỗi đoàn đều có người lãnh đạo riêng.
Đoàn thứ nhất có Trần Thượng Xuyên, chỉ huy các quận Kao lei và In lien, phụ tá là bộ tướng Trần An Bình; đoàn thứ hai do Dương Ngạn Địch, quận trưởng quận Long Môn và bộ tướng của ông là Hoàng Tiến điều khiển. Những vị tướng lĩnh đã một đến vùng Thuận Hóa (Huế) xin tá túc với triều đình Đàng Trong. Nhưng chúa Nguyễn không muốn cho họ ở Đà Nẵng vì sợ bị nhà Thanh trả thù, và cũng để tránh những xáo trộn không khỏi gây ra bởi một binh đội ngoại quốc lớn như thế ở quá gần kinh đô.
Chúa Nguyễn bèn giải quyết bằng cách cho họ vào khai phá miền đất mới là Thủy Chân Lạp, mới vừa chiếm được của Campuchia, với nhiệm vụ duy nhất là đóng các thứ thuế ruộng đất hiện hành. Những người lãnh đạo bèn đem quân lính của họ đi vào phương Nam, đi riêng từng đoàn một.
Trần Thượng Xuyên cùng với đoàn người đi theo ông đến lập nghiệp ở Trấn Biên (sau này là Biên Hòa) và bắt đầu khai khẩn vùng Đồng Nai khi ấy hoàn toàn là rừng rú. Vốn sẵn là nông dân, những người mới đến đã thành công mau chóng trong việc biến đất hoang thành đồng ruộng phì nhiêu.
Riêng phần Dương Ngạn Địch, chia người của đoàn ông thành hai toán, chính ông giữ một toán ở đất Phan Trấn (hay Phiên Trấn, sau này là Gia Định) và giao toán kia cho phụ tá của ông là Hoàng Tiến, ông này dẫn họ đến Mỹ Tho trên sông Mê Kông. Khôn ngoan, khéo léo, siêng năng, giỏi xử sự, những người mới đến này tỏ ra là những người buôn bán và thợ thủ công tài giỏi. Sự có mặt của họ góp phần rất nhiều vào sự thịnh vượng của nội thương và ngoại thương của xứ này. Những kỹ thuật mới họ nhập khẩu làm cho ngành thủ công địa phương bành trướng một cách cấp tốc.
Khi Dương Ngạn Địch thành công trong việc biến Phan Trấn thành một giang khẩu phồn thịnh, thì bộ tướng của ông là Hoàng Tiến lại nuôi nhiều dự định trên vùng Châu thổ sông Mê Kông nên ông không chăm lo việc trồng trọt gì cả, vì rằng tên tướng võ này, khích lệ bởi sự thành công của Mạc Sĩ Lân, đã nuôi dưỡng tham vọng thầm kín là tạo dựng một vương quốc thực sự cho riêng mình. Năm 1688, Hoàng Tiến giết Dương Ngạn Địch, chiếm giữ đất Phan Trấn và khởi công chinh phạt Campuchia. Hành động táo bạo này gây nhiều hậu quả trầm trọng: Hoàng Tiến chết ở chiến trường trong khi quân đội Khmer tràn sang miền Đông Nam Bộ. Trần Thượng Xuyên bèn can thiệp và đánh đuổi người Campuchia về nước họ.
Nước Chân Lạp đã có một dân số gồm 40.000 gia đình, trong số đó có một tỷ lệ quan trọng là người nhập cư Trung Hoa ở rải rác trên một diện tích đất đã khai phá rộng 1.000 dặm. Triều đình Huế cử quan khâm sai Nguyễn Hữu Chỉnh (Nguyễn Cư Trinh) vào để vạch rõ ranh giới của những quận huyện mới và quy tụ dân chúng lại. Đất Đồng Nai do đó trở thành huyện Phước Long với huyện lị là thị trấn Trấn Biên ở vùng Sài Côn (tên xưa của Sài Gòn) thuộc quận Tân Bình (quận lị: Phan Trấn). Vì có đông người nhập cư Trung Hoa ở rải rác trong hai vùng đất mới đó, Nguyễn Hữu Chỉnh quyết định tập trung họ vào những vùng cư trú riêng biệt.
Do đó mà Trấn Biên đã sáng lập ra làng Thanh Hà, hay "Làng của những người Thanh", cho những người mới ra nhập cư và những người vừa mới đến được xem như thần dân của đế quốc Mãn Thanh và ở làng Phan Trấn là làng Minh Hương, hay "làng của những người Minh", dành cho những người nhập cư từ trước và con cháu của họ được xem là trung thành với triều đại đã tiêu vong của nhà Minh. Năm 1698, ở vùng Phiên Trấn - Bến Nghé - Sài Gòn đã hình thành nên làng Minh Hương ở Gia Thạnh, Chợ Lớn cũ.
Tấm biển khắc 4 chữ thiện tục khả phong do vua Tự Đức ban tặng năm 1863 nay vẫn còn treo trước chính điện đình Minh Hương Gia Thạnh. Có thể nói đây là làng duy nhất hoặc hiếm hoi có hương ước ở Nam Bộ thời nhà Nguyễn: Minh Hương xã hương ước khoán văn.
Ca dao có câu nói về phong hóa làng Minh Hương:
Gỏi chi ngon bằng gỏi tôm càng
Đố ai lịch sự cho bằng làng Minh Hương.